# Monte San Valentino
Il Monte San Valentino, detto anche impropriamente "Monte Parioli", è un'altura che sorge a Roma sulla sponda sinistra del Fiume Tevere, facente parte dei Monti Parioli. Si trova nell'area nord-ovest della capitale, nel territorio del municipio II di Roma, nel Quartiere Pinciano. 
Raggiunge i 98 m s.l.m.

## Origine del nome
Il colle è stato intitolato a san Valentino, vescovo morto a Roma nel terzo secolo. Alle pendici del colle (in via Maresciallo Pilsudsky) si trova la Catacomba di San Valentino, morto durante la persecuzione di Claudio il Gotico (268- 270 dc) e deposto nel podere della Matrona Sabina, al primo miglio della via Flaminia.

## Insediamenti civili
La zona edificata del colle è sede di diverse ambasciate presso lo Stato Italiano e la Santa Sede (Australia, Bulgaria, Polonia, Portogallo) e perlopiù abitata da famiglie altoborghesi.

## Parchi
- Villa Glori
- Villa Balestra